# Emmanuel de Graffenried
Emmanuel "Toulo" de Graffenried, född 18 maj 1914 i Paris, 
död 22 januari 2007 i Lausanne, var en schweizisk baron och racerförare.

## Racingkarriär
de Graffenried deltog under tidigt 1930-tal i nationella tävlingar i Bremgarten i en privat Maserati men fortsatte sedan att tävla utomlands. 
Strax efter andra världskriget kom han till Enrico Platés stall där han körde Maserati och blev stallkamrat med den thailändska kungligheten Prince Bira. de Graffenried vann Storbritanniens Grand Prix 1949, men det var året innan formel 1 startade. Han körde Maserati under hela sin karriär, förutom tre lopp för Alfa Romeo 1951. Han gjorde sitt bästa F1-lopp i Belgien 1953, där han slutade på fjärde plats. 
de Graffenrieds deltog i inspelningen av filmen Djärva män (The Racers) 1955, där han ersatte Kirk Douglas i racingscenerna.  
Efter racingen fortsatte de Graffenried i sin framgångsrika bilfirma, som sålt Alfa Romeo sedan 1950 och senare även Ferrari och Rolls-Royce.

## F1-karriär
| Säsong | Stall/Tillverkare                                          | Poäng | Placering |
| ------ | ---------------------------------------------------------- | ----- | --------- |
| 1950   | Enrico Platé (Maserati)                                    | 0     | –         |
| 1951   | Enrico Platé (Maserati) Alfa Romeo                         | 2     | 15        |
| 1952   | Enrico Platé (Maserati)                                    | 0     | –         |
| 1953   | Enrico Platé (Maserati) Emmanuel de Graffenried (Maserati) | 2 5   | 8         |
| 1954   | Emmanuel de Graffenried (Maserati)                         | 0     | –         |
| 1956   | Scuderia Centro Sud (Maserati)                             | 0     | –         |